# Freedom fries

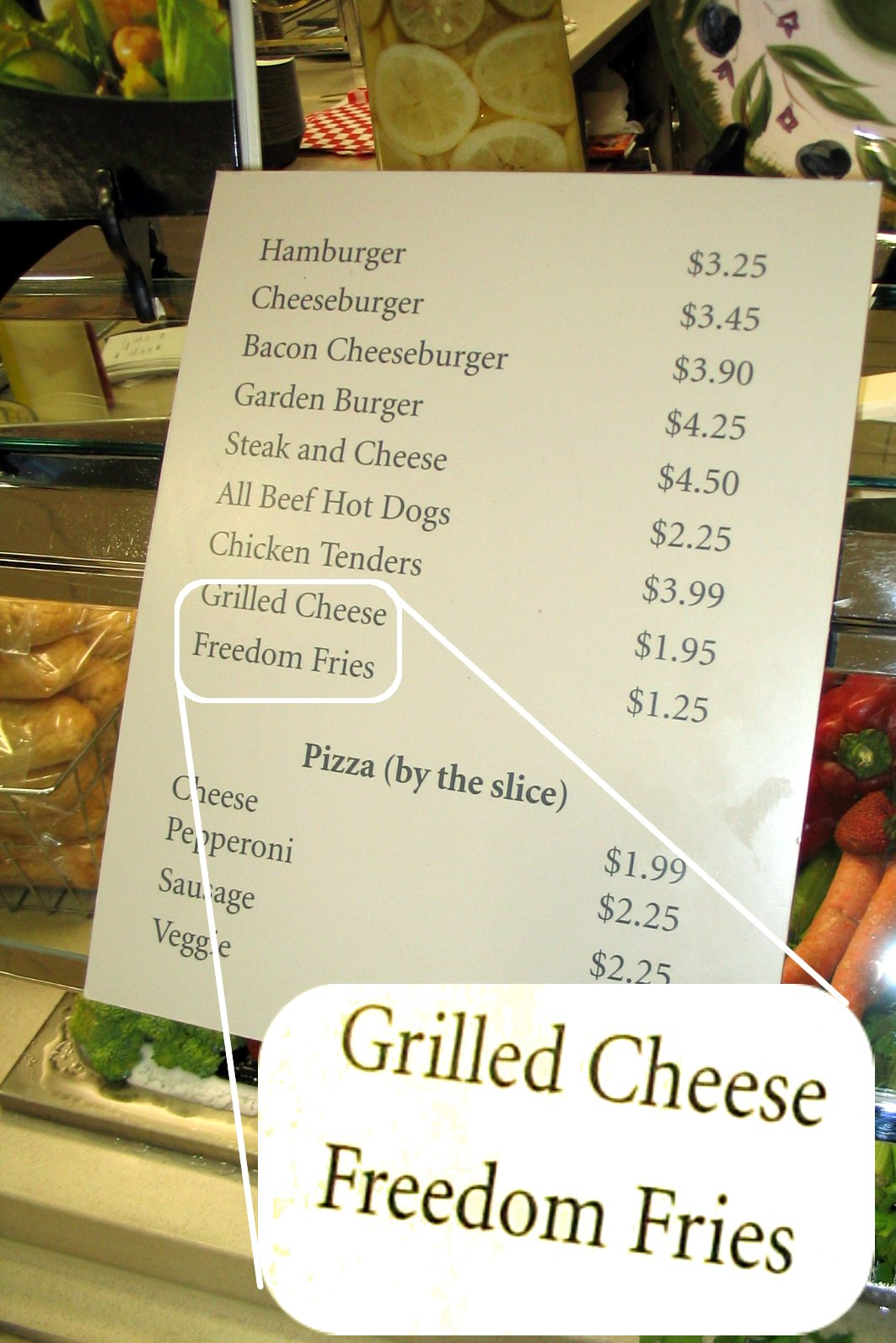
Menu dans une cafétéria en 2004

Freedom fries (« frites de la liberté ») est le nom qui, pour une partie de la droite américaine, remplace French fries, qui désigne habituellement les frites aux États-Unis, pendant le refroidissement des relations diplomatiques franco-américaines qui suit la décision américaine d'entreprendre une guerre en Irak. Décidé par les républicains à la cafétéria du Congrès en 2003,, ce renommage témoigne d'un franc ressentiment anti-français aux États-Unis d'Amérique.

## Histoire
Le monde débat alors sur la nécessité d'intervenir en Irak. L'affaire des freedom fries illustre le sentiment d'hostilité à l'égard des Français aux États-Unis,. Au cours du débat international sur la décision d'attaquer l'Irak en 2003, la France exprime son opposition auprès des Nations unies. La position de la France est très mal accueillie aux États-Unis. Des politiques et médias incitent alors les citoyens à boycotter les produits français, et à renommer ceux dont le nom est lié à la France. D'autres renommages, comme celui de French Kiss (nom du baiser amoureux aux États-Unis), sont limités aux satiristes politiques.
L'ambassade de France aux États-Unis, par la voix de Nathalie Loiseau, se contente de faire remarquer que les frites ne sont pas d'origine française mais belge. Une fois la crise passée (aux alentours de 2006) et en raison du progrès du scepticisme relatif au bien-fondé de la guerre,, les relations se réchauffent et l'emploi de freedom fries s'est effacé,. En 2005, le représentant républicain Walter B. Jones Jr., l'une des personnes à l'origine du changement de nom, se rallie finalement à l'avis de la France et prend position pour le retrait des troupes américaines.